# Cardiomiopatia del ventricolo sinistro non compattato
La cardiomiopatia del ventricolo sinistro non compattato, o Left ventricular non-compaction cardiomyopathy (LVNC) degli autori anglosassoni, è un disordine del miocardio caratterizzato dalla presenza di trabecole prominenti, aggettanti nella cavità del ventricolo, e da recessi intertrabecolari, in un miocardio in cui si possono distinguere due strati, uno compatto esterno e uno non compatto interno. 
Si presenta schematicamente in due forme:
1. forma isolata
2. forma associata ad altre cardiopatie congenite, come i difetti settali, anomalie ostruttive del ventricolo destro (stenosi polmonare, anomalia di Ebstein), sindrome del cuore sinistro ipoplastico.

Questa cardiomiopatia in genere non si associa a manifestazioni extracardiache, anche se, soprattutto nei pazienti di età pediatrica, è stata descritta in pazienti con patologie complesse come la distrofia muscolare di Emery-Dreifuss, la sindrome di Barth, e la distrofia muscolare di Becker o la Distrofia di Duchenne.
Rimane tuttora aperta la questione sul significato clinico della presenza di segmenti non compatti che si possono osservare nell'ambito delle più comuni cardiomiopatie.
Clinicamente questa cardiomiopatia può non determinare nessun sintomo oppure può manifestarsi con tre espressioni cliniche con varia gravità:
- aritmie
- scompenso cardiaco
- tromboembolie

Le manifestazioni cliniche possono comparire a qualsiasi età.

## Storia
La patologia è stata descritta per la prima volta da Grant nel 1926. Successivamente, nel 1932, fu descritta come reperto autoptico in un neonato con atresia aortica e fistola coronarico-ventricolare. La prima descrizione della forma isolata nell'adulto è stata riportata nello studio ecocardiografico di una donna di 33 anni nel 1984 da Engberding e Bender. Nel 2006 l'American Heart Association l'ha introdotta formalmente come entità nosologica distinta di cardiomiopatia primitiva di origine genetica nella classificazione delle cardiomiopatie. In questo modo veniva superata l'incertezza della classificazione dell'OMS del 1995 in cui tale anomalia veniva annoverata tra le cardiomiopatie “non classificate”.

## Epidemiologia
Sebbene venga considerata una patologia rara la sua prevalenza (percentuale dei casi presenti in una popolazione in un determinato momento) e incidenza (percentuale di nuovi casi comparsi in un anno) è incerta. Sembra essere attualmente la terza cardiomiopatia più comunemente diagnosticata (9%, dopo la cardiomiopatia dilatativa col 58% e la cardiomiopatia ipertrofica col 25%). In realtà, i dati epidemiologici devono essere considerati con cautela a causa dell'assenza di una definizione e di parametri diagnostici universalmente accettati, delle diverse metodologie degli studi e della diversa selezione delle popolazioni esaminate. 
Vari autori riportano una prevalenza nella popolazione adulta che si sottopone ad un esame ecocardiografico che va da 0,05% allo 0,14% e allo 0,26%. La prevalenza sale a 3-7% in adulti con frazione di eiezione del ventricolo sinistro uguale o inferiore a 45% (cioè con insufficienza cardiaca).
Il ventricolo sinistro non compattato è più frequente nel sesso maschile.
La prevalenza nei pazienti pediatrici è dell'1,3% (rispettivamente 0,5% la forma isolata e 0,8% la forma associata ad altre cardiopatie).

## Genetica clinica
La cardiomiopatia del ventricolo sinistro non compattato è una malattia ereditaria con trasmissione dominante o recessiva legata al cromosoma X (X linked) o autosomica recessiva (non legata al cromosoma sessuale X) o mitocondriale (materna). La forma X linked è associata alla sindrome di Barth (mutazione del gene TAZ) ed è stimata in circa il 30% dei casi. Le forme legate ad altre cardiopatie congenite sono autosomiche dominanti; sono stimate in circa il 70% dei casi. La penetranza è variabile; in alcuni casi la cardiopatia congenita non viene diagnosticata perché è lieve oppure nell'adulto può essere già regredita (es. piccoli difetti settali o dotto arterioso pervio).
L'analisi genetica evidenzia mutazioni nel 35-40% dei casi di pazienti affetti; i geni più frequentemente mutati sono quelli che codificano per proteine del sarcomero.

## Genetica molecolare
Le mutazioni trovate in questa cardiomiopatia sono eterogenee, ma determinano prevalentemente dei disturbi dei legami tra proteine, che a loro volta coinvolgono la struttura del sarcomero o i meccanismi di sviluppo, portando a un determinato fenotipo.
Nella trasmissione X linked è mutato il gene TAZ, che codifica per la tafazzina, una transacilasi dei fosfolipidi, importante per la sintesi della cardiolipina nelle membrane della cellula e dei mitocondri. Il difetto porta ad alterazione della produzione di ATP e conseguente disfunzione dei sarcomeri.
Nella trasmissione autonomica dominante sono state identificate mutazioni di molti geni:
- gene DTNA nei casi associati a cuore sinistro ipoplastico,
- gene NKX2-5 nei casi associati a difetti settali,
- gene MYH7 nei casi associati a anomalia di Ebstein,
- gene LDB3 che codifica per la proteina della linea Z,
- geni MYH7, ACTC1, TNNT2, MYBPC3, TPM1 e TNN13 che codificano per proteine del sarcomero,
- gene SCN5A che codifica per i canali del sodio di membrana nelle forme con aritmia,
- mutazioni del gene della distrofina nelle forme associate a distrofia muscolare di Duchenne e Backer.

Sono state anche identificate mutazioni, rare, del genoma mitocondriale (mDNA) e mutazioni cromosomiche, più frequenti.

## Anatomia patologica

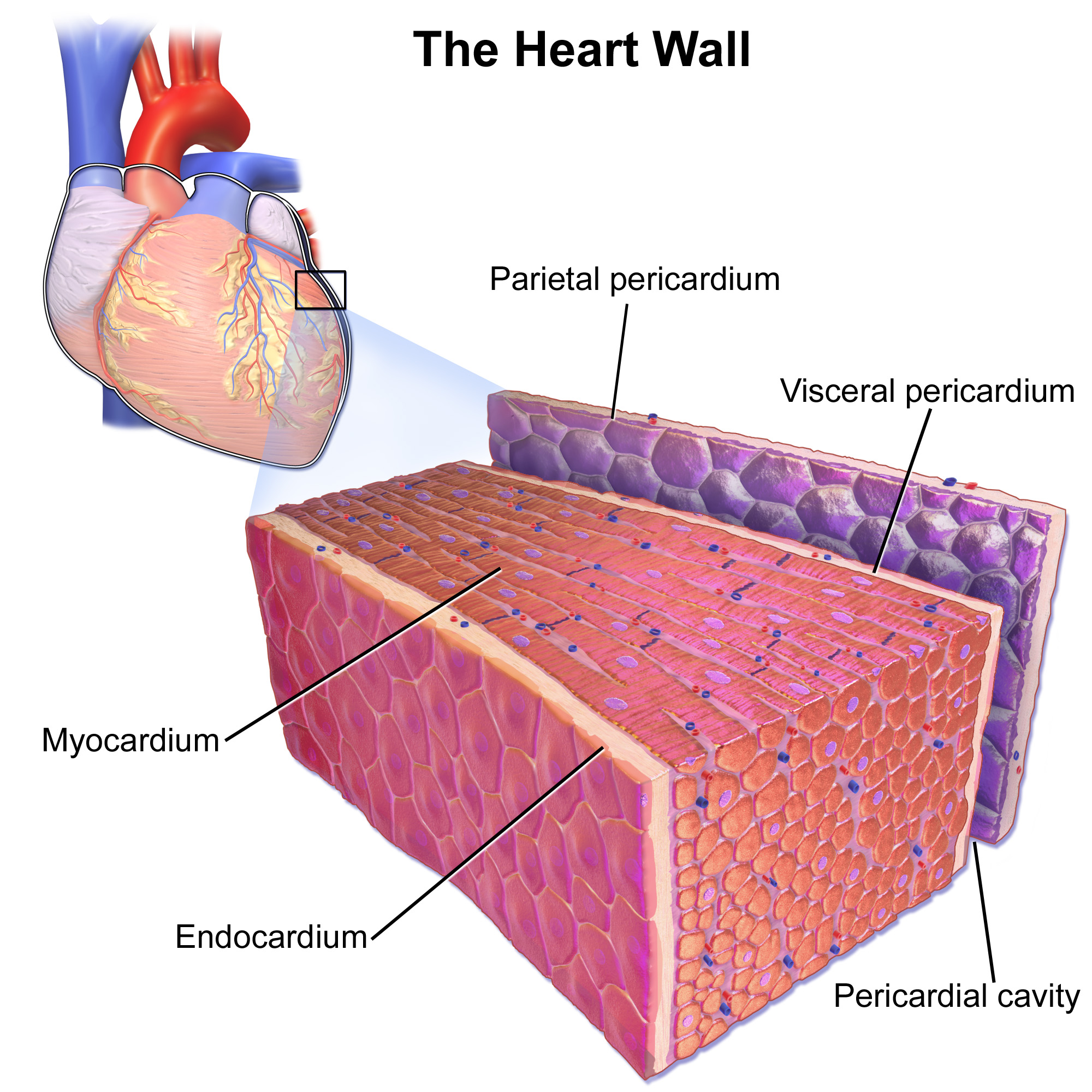
Miocardio, pericardio ed endocardio normali

La parete del cuore normale presenta tre strati o tonache: dall'esterno all'interno l'epicardio, il miocardio (tonaca muscolare) e l'endocardio. La Cardiomiopatia del ventricolo sinistro non compattato è caratterizzata macroscopicamente dalla presenza di trabecolature eccessivamente prominenti nella parete del ventricolo sinistro, che aggettano verso la cavità, separate da recessi profondi, simili alla trabecolatura normalmente presente nel ventricolo destro. I recessi sono in continuità con la cavità ventricolare, sono riempiti dal sangue e non sono in comunicazione con i vasi arteriosi coronarici epicardici del cuore. Si descrivono così due strati del miocardio: uno esterno subepicardico compatto, in genere assottigliato, e uno interno trabecolato di aspetto spongioso. Le dimensioni e la geometria del ventricolo sinistro è conservata, ma nelle forme più estese accompagnate a scompenso cardiaco la cavità del ventricolo sinistro è dilatata. 
I segmenti solitamente colpiti sono quelli dell'apice e della parete laterale ed inferiore. 
Sebbene l'anomalia riguarda il ventricolo sinistro sono stati trovati dei casi isolati interessanti solo il ventricolo destro oppure entrambi i ventricoli.
Istologicamente i recessi sono coperti da endotelio; sull'estremità delle trabecole si repertano zone di tessuto fibroso e elastico nell'endocardio.
La circolazione dei grossi vasi coronarici è normale, ma le diramazioni intramiocardiche delle trabecolature possono essere coinvolte e provocare ischemia sottoendocardica. È stato ipotizzato che l'ischemia possa in qualche modo partecipare alla patogenesi della malattia.
La presenza di recessi può favorire la formazione di trombi.

## Embriologia
Nell'embrione il miocardio si forma come una rete di aspetto spongioso di cellule muscolari: la rete è formata da trabecole interconnesse di cellule e da spazi tra di esse con aspetto di sinusoidi che mettono in comunicazione la cavità del ventricolo con il circolo coronarico della superficie esterna del cuore embrionario. Tra la quinta e l'ottava settimana di vita intrauterina il miocardio spongioso si compatta gradualmente a partire dall'epicardio verso l'endocardio e dalla base del cuore all'apice. I recessi sinusoidali danno origine ai vasi intramiocardici. L'ipotesi embriologica spiega la non compattazione come un arresto di questo processo per cui le ultime zone che dovrebbero compattarsi, endocardio e apice, non completano la maturazione. Questo arresto dell'embriogenesi potrebbe essere causato da mutazioni genetiche. È da notare però che i recessi che si ritrovano nel miocardio non compattato non sono in comunicazione con la circolazione coronarica, come invece sono i sinusoidi del miocardio embrionale.

## Classificazione clinica
La cardiomiopatia del ventricolo sinistro non compattato è stata suddivisa in varie forme sulla base del fenotipo, cioè dell'insieme delle caratteristiche morfologiche e funzionali, derivate dall'interazione genoma/ambiente.
Sono stati distinti otto fenotipi che ben si correlano alla prognosi:
- Forma benigna: con normali dimensioni, spessori parietali e funzione sistolica e diastolica del ventricolo sinistro. In assenza di aritmie la prognosi è buona con una sopravvivenza uguale alla popolazione generale. Costituisce il 35% dei casi e viene diagnosticata nell'adulto: alcuni autori avanzano l'ipotesi che si tratti di una variante normale della struttura del miocardio, ritenendo che i casi patologici si rivelano nell'infanzia e non arrivano all'età adulta o vi arrivano se vengono trattati.
- Forma con aritmie: con normali dimensioni e spessori parietali e funzione sistolica e diastolica del ventricolo sinistro, ma con presenza di aritmie che rappresentano un fattore di rischio indipendente di mortalità. Le aritmie ventricolari sono riscontrate dal 38 al 47% dei casi di miocardio non compattato nell'adulto e possono determinare morte improvvisa. Il metodo più efficace di prevenzione della morte improvvisa è l'impianto di defibrillatore[23], la cui indicazione segue le linee guida per le cardiopatie non-ischemiche. Le variabili di cui si tiene conto sono la disfunzione ventricolare sinistra, la presenza di tachicardia ventricolare sostenuta, la fibrillazione ventricolare rianimata, le sincopi ricorrenti da causa non nota, storia famigliare di morte improvvisa.
- Forma dilatativa: con dilatazione del ventricolo sinistro e disfunzione sistolica. Questi pazienti presentano una prognosi simile a quelli con cardiomiopatia dilatativa, ma senza miocardio non compattato. La prognosi è peggiore se la dilatazione e lo scompenso compare in età neonatale e infantile.
- Forma ipertrofica: è caratterizzata da ispessimento delle pareti del ventricolo sinistro, soprattutto con l'aspetto di ipertrofia simmetrica del setto interventricolare. E presente disfunzione diastolica e ipercontrattilità sistolica. La forma può evolvere verso la cardiomiopatia dilatativa. La prognosi sembra essere simile a quella della cardiomiopatia ipertrofica con lo stesso grado di ipertrofia ma senza miocardio non compattato[24].
- Forma ipertrofica e dilatativa: in alcun casi già alla presentazione della malattia sono compresenti ipertrofia delle pareti del ventricolo sinistro e dilatazione e disfunzione sistolica, con un quadro clinico di scompenso cardiaco. Questo sottotipo ha una prognosi peggiore e, in età infantile, può essere associato con altre malattie genetiche.
- Forma restrittiva: fenotipo raro. È presente disfunzione diastolica e dilatazione dell'atrio sinistro e destro. La prognosi è simile a quella della cardiomiopatia restrittiva senza miocardio non compattato: la forma tipicamente è associata ad aritmie e morte improvvisa e, meno frequentemente a scompenso cardiaco con funzione sistolica conservata.
- Cardiomiopatia del ventricolo destro non compattato o biventricolare: entrambi i ventricoli appaiono trabecolati[25]. Il problema diagnostico risiede nella presenza di trabecolature parietali anche nel ventricolo destro normale, per cui questi casi possono essere confermati solo se le trabecole del ventricolo destro sono tanto estese da dare un aspetto spongiforme al miocardio. È soprattutto interessata la parete laterale del ventricolo destro. Non esistono criteri diagnostici codificati per distinguerla, né sono note le implicazioni prognostiche dell'ipertrabecolatura di entrambi i ventricoli.
- Forma associata ad altre cardiopatie congenite: quasi tutte le cardiopatie congenite possono associarsi al miocardio non compattato[26], ma soprattutto quelle delle sezioni destre, come l'anomalia di Ebstein, la stenosi polmonare, l'atresia polmonare, l'atresia della tricuspide, il ventricolo destro a doppia uscita, il difetto interatriale e il difetto interventricolare. La prognosi dipende dalla cardiopatia associata, ma è peggiore se il miocardio non compattato provoca scompenso cardiaco; anche il rischio operatorio di correzione della cardiopatia congenita è aumentato.

## Diagnosi

### Elettrocardiogramma
In genere l'elettrocardiogramma è alterato: sono presenti i segni di ipertrofia (aumento dei voltaggi del QRS), Inversione dell'onda T, deviazione sinistra sul piano frontale, a volte concomita preeccitazione ventricolare e QT lungo.

### Ecocardiogramma
I criteri diagnostici ecocardiografici sono controversi. 
Un criterio semplice è il rapporto tra strato di miocardio non compattato/strato di miocardio compatto in telediastole maggiore di 2:1 o tra 2:1 e 3:1 a seconda degli autori. Ma altri criteri più complessi devono essere presi in considerazione, come la densità e la posizione delle trabecolazioni, il numero di segmenti della parete interessati (che si correlano bene soprattutto nella prima infanzia alla prognosi di morte e trapianto cardiaco), la frazione di eiezione del ventricolo sinistro, la presenza di flusso ematico nei recessi tra le trabecole al color-Doppler, la funzione diastolica, il confronto tra le anomalie in più proiezioni (parasternale e apicale). Data la mancanza di criteri diagnostici universalmente accettati, è possibile che questa patologia sia sotto o sovra-diagnosticata.

### Risonanza magnetica nucleare
Come per l'ecocardiografia, anche per la RMN del cuore, i criteri sono controversi; il criterio diagnostico più semplice è il rapporto tra strato di miocardio non compattato/strato di miocardio compatto in telediastole. Il rapporto deve essere maggiore di 2,3:1. Un altro criterio è la percentuale di trabecolature rispetto alla massa miocardica: il miocardio non compattato dovrebbe essere almeno il 20%. La RMN offre anche la possibilità di caratterizzare il tessuto ed evidenziare la presenza di tessuto fibroso (delayed gadolinium enhancement), che sembra correlato alla prognosi (scare burden). La RMN offre inoltre un'immagine più accurata dell'apice rispetto alla ecocardiografia; la tecnica ha rivelato che spesso lo strato compatto apicale è più sottile con aspetto pseudo aneurismatico.

### Tomografia assiale computerizzata
La TAC offre la possibilità di uno studio strutturale e funzionale delle pareti ventricolari e della pervietà delle coronarie epicardiche, a scapito di elevate quantità di raggi X somministrate. E perciò svantaggiosa soprattutto in pazienti pediatrici e nel follow up, quando sono necessari controlli ripetuti.